# Катастрофа Ли-2 под Анадырем (1946)
Катастрофа Ли-2 под Анадырем — авиационная катастрофа самолёта Ли-2 компании Аэрофлот, произошедшая в пятницу 22 марта 1946 года в районе Анадыря.

## Катастрофа
Экипаж (командир — Брагин П. А.) из 37 авиаотряда Якутского УГМС выполнял рейс из Анадыря в Уэлькаль на самолёте Ли-2 (заводской номер 18422607). Однако спустя 15 минут после вылета при полёте между Золотым хребтом и Ушканьими горами, Ли-2 в 85 километрах от Анадыря врезался в гору и разрушился.

## Причины
Причиной катастрофы была названа грубая недисциплинированность командира экипажа Брагина, который выполнял полёт между двух горных хребтов на очень малой высоте. Также Брагин периодически замечался в хулиганстве и пьянстве.